# Oceania National Olympic Committees
Die Oceania National Olympic Committees (kurz ONOC; deutsch: Ozeaniens Nationale Olympische Komitees, ONOK) ist die internationale Vereinigung der NOKs von Ozeanien. ONOC ist Mitglied der Vereinigung der Nationalen Olympischen Komitees.

## Mitglieder
| Inhaltsverzeichnis A B C D E F G H I J K L M N O P Q R S T U V W X Y Z |

| Nation                             | Kürzel | Nationales Olympisches Komitee                              | Gründung |
| ---------------------------------- | ------ | ----------------------------------------------------------- | -------- |
| A                                  |        |                                                             |          |
| Amerikanisch-Samoa                 | ASA    | American Samoa National Olympic Committee                   | 1987     |
| Australien                         | AUS    | Australian Olympic Committee                                | 1895     |
| C                                  |        |                                                             |          |
| Cookinseln                         | COK    | Cook Islands Sports and National Olympic Committee          | 1986     |
| F                                  |        |                                                             |          |
| Fidschi                            | FIJ    | Fiji Association of Sports and National Olympic Committee   | 1949     |
| G                                  |        |                                                             |          |
| Guam                               | GUM    | Guam National Olympic Committee                             | 1976     |
| K                                  |        |                                                             |          |
| Kiribati                           | KIR    | Kiribati National Olympic Committee                         | 2002     |
| M                                  |        |                                                             |          |
| Marshallinseln                     | MHL    | Marshall Islands National Olympic Committee                 | 2001     |
| Föderierte Staaten von Mikronesien | FSM    | Federated States of Micronesia National Olympic Committee   | 1995     |
| N                                  |        |                                                             |          |
| Nauru                              | NRU    | Nauru Olympic Committee                                     | 1991     |
| Neuseeland                         | NZL    | New Zealand Olympic Committee                               | 1911     |
| P                                  |        |                                                             |          |
| Palau                              | PLW    | Palau National Olympic Committee                            | 1997     |
| Papua-Neuguinea                    | PNG    | Papua New Guinea Olympic Committee                          | 1973     |
| S                                  |        |                                                             |          |
| Salomonen                          | SOL    | National Olympic Committee of Solomon Islands               | 1983     |
| Samoa                              | SAM    | Samoa Association of Sports and National Olympic Committee  | 1983     |
| T                                  |        |                                                             |          |
| Tonga                              | TGA    | Tonga Sports Association and National Olympic Committee     | 1963     |
| Tuvalu                             | TUV    | Tuvalu Association of Sports and National Olympic Committee | 2004     |
| V                                  |        |                                                             |          |
| Vanuatu                            | VAN    | Vanuatu National Olympic Committee                          | 1987     |